# دیورتیکول کیلیان-جیمیسن
دیورتیکول کیلیان-جیمیسن (انگلیسی: Killian–Jamieson diverticulum) نوعی دیورتیکول مری است که درست در زیر اسفنکتر فوقانی مری واقع شده‌است.
پزشکانی که نخستین بار این دیورتیکول را کشف کردند، گوستاف کیلیان و جیمز جیمیسن بودند. دیورتیکول‌ها به ندرت بزرگتر از ۱٫۵ سانتی‌متر است و شیوع کمتری از دیورتیکول زنکر دارد. برخلاف دیورتیکول زنکر که معمولاً بیرون‌زدگی خلفی و تحتانی از مری است، دیورتیکول کیلیان-جیمیسن معمولاً به دلیل ضعف مادرزادی مری در زیر ماهیچه تنگ‌کننده تحتانی حلق و به صورت بیرون‌زدگی در ناحیه قدامی-جانبی گردن در سطح مهره‌های C5-C6 گردن است. این معمولاً از نظر اندازه، کوچکتر از دیورتیکول زنکر است و و علائم چندانی ندارد. این عارضه اگرچه مادرزادی است، اما بیشتر در بیماران مسن دیده می‌شود.